# Val sans retour
Val sans retour, Val périlleux o Val des faux amants, es un lugar legendario del ciclo artúrico en el bosque de Brocelianda, así como un lugar renombrado en el centro de Bretaña, en el bosque llamado administrativamente bosque de Paimpont. La leyenda adjunta, contada en el Lanzarote-Grial (principios del siglo XIII), circuló oralmente antes de finales del siglo XIII. El hada Morgana experimenta una decepción en el amor con el caballero Guingamor (o Guiomar, Guyamor), quien la repudia por instigación de la reina Ginebra, estudió magia con Merlín y luego, en represalia, crea el Val sans retour en el bosque de Brocéliande para encerrar a los «falsos amantes», caballeros infieles enamorados. Después de diecisiete años, Morgana se ve frustrada por Lanzarote del Lago, que sigue siendo fiel a Ginebra, quien libera a 253 caballeros Esta historia es la acción más vívida de Morgana contra los caballeros artúricos, y una inversión de los roles masculinos y femeninos como se concibe en la literatura medieval.
El Val sans retour fue localizado por primera vez en Bretaña por Auguste Creuzé de Lesser en 1812. El poeta también fue el primero en ubicarlo en Brocelianda, aunque para el autor este bosque está cerca de Quintin. Luego fue rápidamente identificado en el Val de la Marette cerca de Paimpont, en Bretaña, alrededor de 1820, por Blanchard de la Musse. La ubicación cambia en el 1850 al Valle de Rauco y se fija allí gracias a Félix Bellamy. Durante el siglo siguiente, este valle se convirtió en uno de los principales lugares a visitar relacionado con las leyendas artúricas. La entrada está cerca del pueblo de Tréhorenteuc en Morbihan. Asolado por los incendios y luego restaurado, el Val sans retour se dio a conocer gracias al abad Gillard. Tiene varios puntos de interés, incluyendo el «Árbol de Oro» y el «Espejo de Hadas» en su valle, el «Hotié de Viviane» y el asedio de Merlín en sus crestas. Cada año atrae a muchos visitantes, turistas, o entusiastas de la leyenda Artúrica.

## En la literatura artúrica
El Val sans retour es un lugar encantado creado por el hada Morgana, del que hablan las novelas medievales de la leyenda artúrica. Pertenece a las maravillas de estas novelas. Como los relatos de la leyenda artúrica han circulado oralmente, es muy probable que el episodio del Val sans retour se conociera antes del final del siglo XII- La mayoría de los elementos provienen del Lancelot-Grial, pero algunas citas lo prefiguran en la novela de Erec et Enide, atribuida a Chrétien de Troyes.

### Lanzarote-Grial

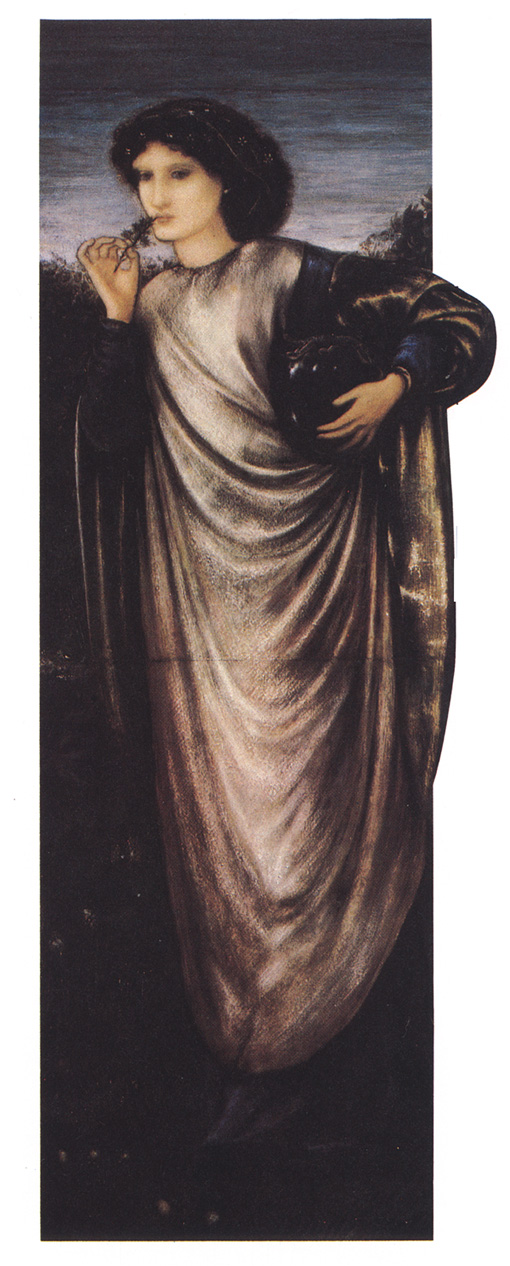
La hada Morgana, hechicera en el origen de la creación del Val sans retour, vista por Edward Burne-Jones.

Según el Lanzarote-Grial, una compilación anónima de textos artúricos del siglo XIII, los motivos de la creación del Val sans retour provienen de la breve aventura amorosa entre Morgue (el hada Morgana) y el caballero Guingamor  (o Guiomar, Guiamor, Guyomard), sobrino de la reina Ginebra. La reina empuja al joven para alejarse de Morgana, que es considerada demasiado «caliente y lujuriosa». Acepta, convencido de que sus sentimientos por Morgana no son tan fuertes como los que ella siente por él. Ella deja la corte de Arturo y se une al hechicero Merlín para aprender magia, alimentando unos feroces celos hacia Ginebra y los Caballeros de la Mesa Redonda.
Rica en sus conocimientos, el hada Morgana crea con sus hechizos el Val sans retour en el Bosque de Brocelianda, para vengarse encerrando a los amantes infieles —a los que llama «falsos amantes»— dentro de muros invisibles hechos de aire:

Chieus vaus, ce dist li contes tout avant, estoit apielés li Vaus sans Retour et li Vaus as Faus Amans. Li Vaus sans Retor avoit il non pour chou ke nus cevaliers n’en retournoit, et si avoit non li Vaus as Faus Amans pour chou ke tout li chevalier i remanoient ki avoient faussé viers leur amies de quel mesfait ke che fust, neïs de penssé.
Este valle, dice el cuento, se llamaba tanto el Val sans retour como el Val aux Faux Amants; el Val sans retour porque ningún caballero regresó, y también el Val aux Faux Amants porque todos los caballeros que habían sido infieles a sus amigas estaban retenidos allí, esta falta se había cometido solamente en el pensamiento.
Anónimo.

El Livre d'Artus  especifica que lo crea especialmente para su antiguo amante Guyomard: lo coge en brazos de otra, y lo condena a no volver a salir nunca más del Valle, así como a todos los que entren después de él. La joven que le acompaña es maldecida por Morgana, que la condena a sentir el frío del hielo desde sus pies hasta su cintura, y el fuego de un infierno desde su cintura hasta su cabeza. El hada se reserva el derecho de cancelar su hechizo si aparece un caballero irreprochable. Ella coloca un cartel a la entrada del Valle, explicando claramente que únicamente un caballero capaz de superar el calvario del Val sans retour, podrá entregar a Gawain, prisionero de Carados en la Torre Dolorosa. Muchos caballeros intentan la prueba.
Nadie logra romper el encantamiento y los hombres vagan por el Valle, perdidos para siempre del mundo exterior. Son libres de verse, hablar, jugar o bailar porque Morgana les provee todas sus necesidades. El caballero Galescalain se entera del cartel del Val y de la Torre Dolorosa, durante una noche en casa de un vasallo. Él va allí, pero se encuentra incapaz de salir. Yvain, otro de los caballeros de Arturo, es a su vez prisionero de Morgana. Finalmente, Lanzarote del Lago se entera de ello, y va allí a rescatar a una joven cuyo amante nunca ha regresado. Sigue el «Camino del Diablo», derrota a un dragón, cruza un río custodiado por dos caballeros, y se encuentra con Morgana. Vagamente enamorada de él, el hada Morgana le tiende trampas y lo encierra poniéndole un anillo en el dedo para que se duerma, La absoluta lealtad de Lanzarote a Ginebra le permite triunfar sobre los encantamientos, y levantar la maldición del Val sans retour. Diecisiete años después de la maldición lanzada por el hada Morgana, liberó así a los 253 caballeros infieles que estaban encerrados allí. Todos se reunieron en la casa de Keu d'Estraus, con alegría general.

### Erec et Enide
Esta novela de Chrétien de Troyes, escrita alrededor de 1160-1164, contiene algunos elementos que pueden haber inspirado la historia del Val sans retour. Hacia el final, en el pasaje titulado La Joie de la Cort («La Alegría de la Corte») y para cumplir la promesa hecha a su esposa, el caballero Maboagrain debe permanecer encerrado en un jardín encantado y luchar contra todos los oponentes que se presenten, hasta que sea derrotado. Los muros de este jardín están erizados de púas. La intención de la mujer es claramente mantener al caballero «para ella» y para siempre. Erec logra derrotarlo. El destino de Maboagrain representa un caso en el que una mujer reduce la libertad de movimiento de un caballero, como en la historia del Val sans retour.
En un manuscrito tardío de la misma novela se menciona un «Val périlleux» y un caballero llamado «Guigomar», del que se dice que es amigo del hada Morgana y hermano de Graislemier de Fine Posterne, señor de la isla de Ávalon. Probablemente es un añadido de un copista que también conoce la historia de los Lanzarote-Grial, y no una versión original del propio Chrétien de Troyes. Según Jean Frappier, el nombre "Val périlleux" es probablemente una creación que recuerda a los nombres "Val sans retour" y "Val des faux amants". El camino que conduce al Val des faux amants se describe como «peligroso» en el Lanzarote-Grial.

### Análisis y simbolismo
El Val está diseñado por Morgana para «secuestrar a los amantes que han «distorsionado» su amor». El episodio del Val sans retour representa, en la literatura artúrica, una «toma de posesión de las mujeres» y un «mundo al revés», según Laurence Harf-Lancner. Las mujeres de las novelas de caballería suelen estar confinadas dentro de los muros de su castillo, mientras que los caballeros actúan, viven aventuras y pueden engañarlas. En el Val, son los hombres los que están encarcelados entre muros invisibles, castigados por su infidelidad. Allí mueren de languidez sin poder actuar, a merced del hada Morgana y las mujeres a las que han engañado. Morgana trata bien a sus prisioneros y atiende sus necesidades —ninguno de ellos parece estar en apuros, y una vez liberados, guardan el recuerdo de lo que han experimentado—. Se puede establecer un paralelismo con la esposa de Bath, que finalmente describe en Los cuentos de Canterbury un reino artúrico dominado por mujeres, donde los roles se invierten.
Según el análisis de Carolyne Larrington, realizado en el marco de los estudios de género, este Val refleja también, como creación de Morgana, una parte importante de la personalidad del hada —en cierto modo feminista antes de su tiempo—. Su poder, concentrado en su conocimiento mágico, le permite dar la vuelta a una situación que las mujeres no tendrían la oportunidad de cambiar —a través de sus peticiones o palabras— en tiempos normales. La creación del Val representa la acción mágica más espectacular y provocativa de Morgana,  que derrotó a cientos de caballeros artúricos. También ilustra una probable tensión en las relaciones de género en la sociedad de la época: en las obras literarias, el caballero no es nada sin el amor de una mujer, a menudo reducido al papel de un objeto. Sin embargo, las expectativas de una mujer de la época van más allá del simple hecho de ver a su marido «dedicarle sus hazañas caballerescas».
Según Alexandre Micha, la influencia del Val sans retour es simétrica a la influencia del amor mismo: los prisioneros son condenados a volver allí sin encontrar nunca su salida, así como el amor los hechiza y los arrastra a un círculo encantador, privándolos de la libertad y prohibiéndoles la acción.

## En el bosque de Paimpont-Brocelianda
El Val sans retour, también conocido como «Val des faux amants» y «Val périlleux», es también un sitio en Bretaña, cuya leyenda local está basada en las novelas artúricas. Es uno de los más famosos de los bosques llamados administrativamente el bosque de Paimpont, conocido como el «Brocelianda|bosque de Brocelianda».
Le Petit Futé 2011, —editor de guías turísticas de Francia— lo cuenta entre los 100 sitios naturales más bellos de Francia, y lo considera el «punto más misterioso del bosque». Todos los años, especialmente durante la temporada de verano, muchos turistas visitan este valle, atraídos tanto por sus paisajes cambiantes como por los cuentos y leyendas relacionados con él.

Mapa del Val sans retour.

## Historia

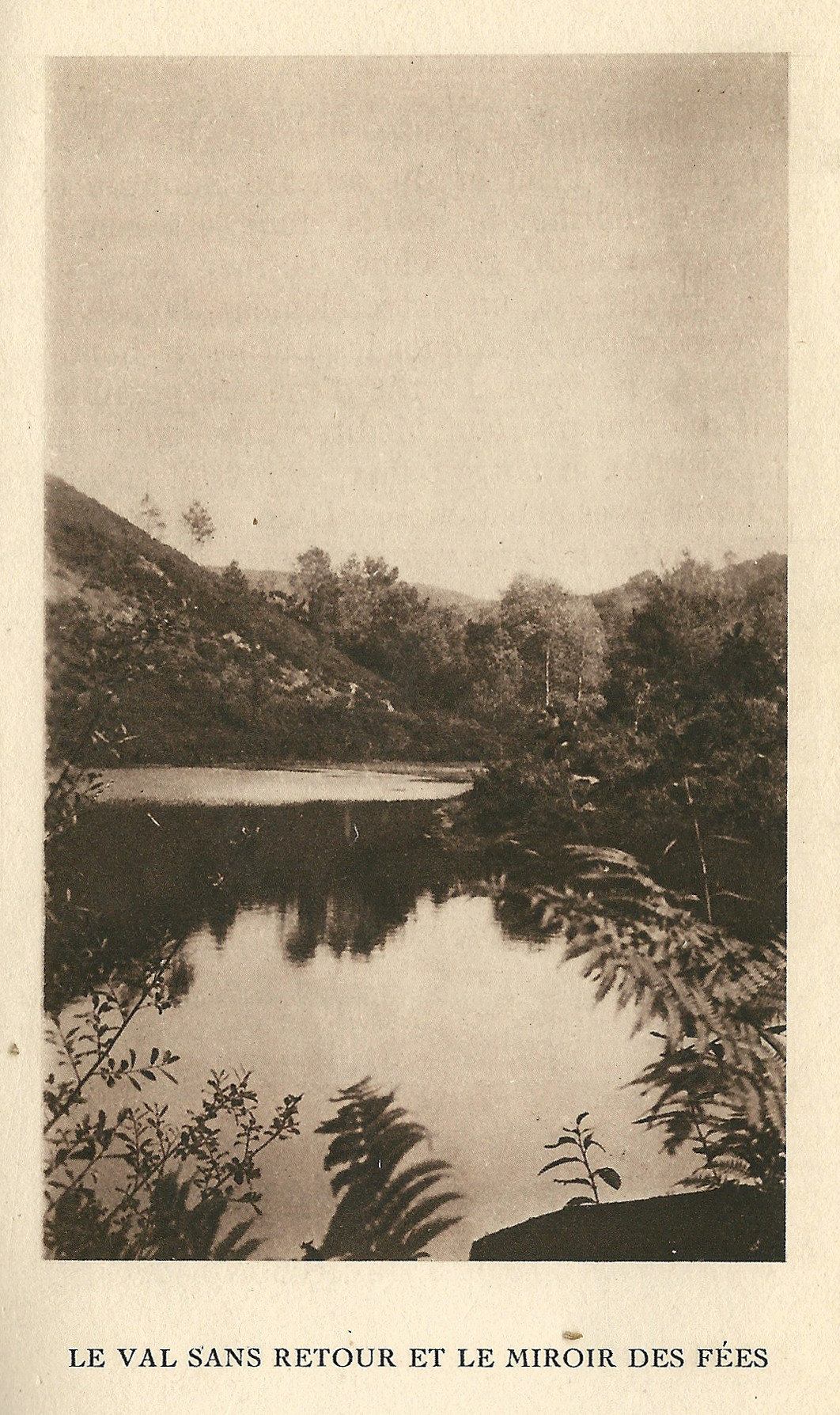
Fotografía de principios del con el Espejo de las hadas y el Val sans retour. Publicado en la obra de Charles Le Goffic, Brocelianda, en 1932.

La historia del Val sans retour fue estudiada en 1896 por Félix Bellamy en su obra dedicada al bosque de Brocelianda, y por el sociólogo Marcel Calvez en 1984. Es un buen ejemplo de las estrechas relaciones que pueden establecerse entre leyendas y paisajes. El Val sans retour es el primer lugar en reclamar un vínculo con las novelas de la leyenda artúrica. Nada lo predispuso a convertirse en un sitio de visita obligada, especialmente por su posición alejada de las principales carreteras y Paimpont. Durante la mayor parte de su historia, este lugar sirvió como pastizal para animales domésticos y como fuente de arena. También alberga un molino de agua, que permaneció en funcionamiento hasta 1930.  El éxodo rural provoca el abandono de determinadas zonas habitadas en el borde del Valle, incluida la localidad de Bréholo.

### sigloXIX
El folclore oral popular de los bretones del siglo XIX asocia las leyendas artúricas con todo el bosque de Paimpont. Este bosque fue asimilado al legendario Brocelianda ya en 1467, por la carta de los Usemens et Coustumes de la foret de Brecilien. Sin embargo, la reivindicación de los lugares de la leyenda artúrica en el interior de Bretaña, realmente se remonta a principios del siglo XIX, bajo la influencia de la celtomanía. El romántico Auguste Creuzé de Lesser escribió un poema titulado La Table ronde en 1811, en el que sitúa el bosque de Brocéliande en Bretaña, cerca de Quintin. En 1823, Ludovic Chapplain, miembro fundador de la revista del Lycée Armoricain, defiende la ubicación del legendario Val en Bretaña:

¿No sabes que es en nuestra tierra natal donde se encuentran la fuente de Baranton, el bosque de Brocelianda y el Val-sans-Retour?
Ludovic Chapplain, À Monsieur l’éditeur du Lycée Armoricain. 

Un año más tarde, el arqueólogo aficionado Jean-Côme-Damien Poignant y el entusiasta de la poesía François-Gabriel-Ursin Blanchard de la Musse, asocian las hazañas relatadas en este poema, La Table ronde, con el valle de Marette situado al este del macizo forestal de Paimpont. En particular, colocan allí la tumba de Merlín,, basándose en una analogía entre el nombre del río Meu y el del caballero Méliadus, citado en este poema. Blanchard de la Musse también hace del castillo de Comper el «pabellón» del hada Morgana que el Lanzarote-Grial coloca en el Val sans retour. Goulven Peron explica que es por confusión que el castillo de Comper terminó siendo asociado con el hada Viviane y señala que «el desacierto tendrá una curiosa consecuencia ya que el lago artificial de Comper será confiado desde entonces a la guardia del palacio submarino de Viviane y se convertirá, por extrapolación, en el lago donde se esconde la espada Excalibur».
El sitio del Val sans retour. fue desplazado hacia el oeste un poco antes de 1850, debido a la instalación de un edificio de metalistería en las fraguas de Paimpont, que distorsionó el legendario carácter del valle de Marette:
Esta situación hace del valle de Marette un «anti-lugar legendario», lo que contradice la imagen de una naturaleza preservada. La importancia del paisaje es primordial en la búsqueda de un lugar sustituto:40 el valle de Rauco, cerca de Tréhorenteuc. No ha cambiado desde entonces.22 Los postes indicadores colocados durante la segunda mitad del siglo XIX confirman su nueva identidad.41. Félix Bellamy fijó definitivamente su legendaria topografía en la década de 1890:38 

Toda esta área está extremadamente atormentada. Los valles se suceden, las rocas y las colinas se entrelazan y forman una especie de laberinto que hace que caminar sea singularmente difícil. Las laderas son arduas, el bosque, los arbustos, los matorrales forman obstáculos que no son fáciles de superar. Es todo esto, sin duda, lo que ha dado lugar a la fábula del Val sans retour, del que se habla a menudo en las novelas de la Mesa Redonda.
Félix Bellamy, La forêt de Bréchéliant : la fontaine de Bérenton, quelques lieux d'alentour, les principaux personnages qui s'y rapportent.

### Acciones del abad Gillard

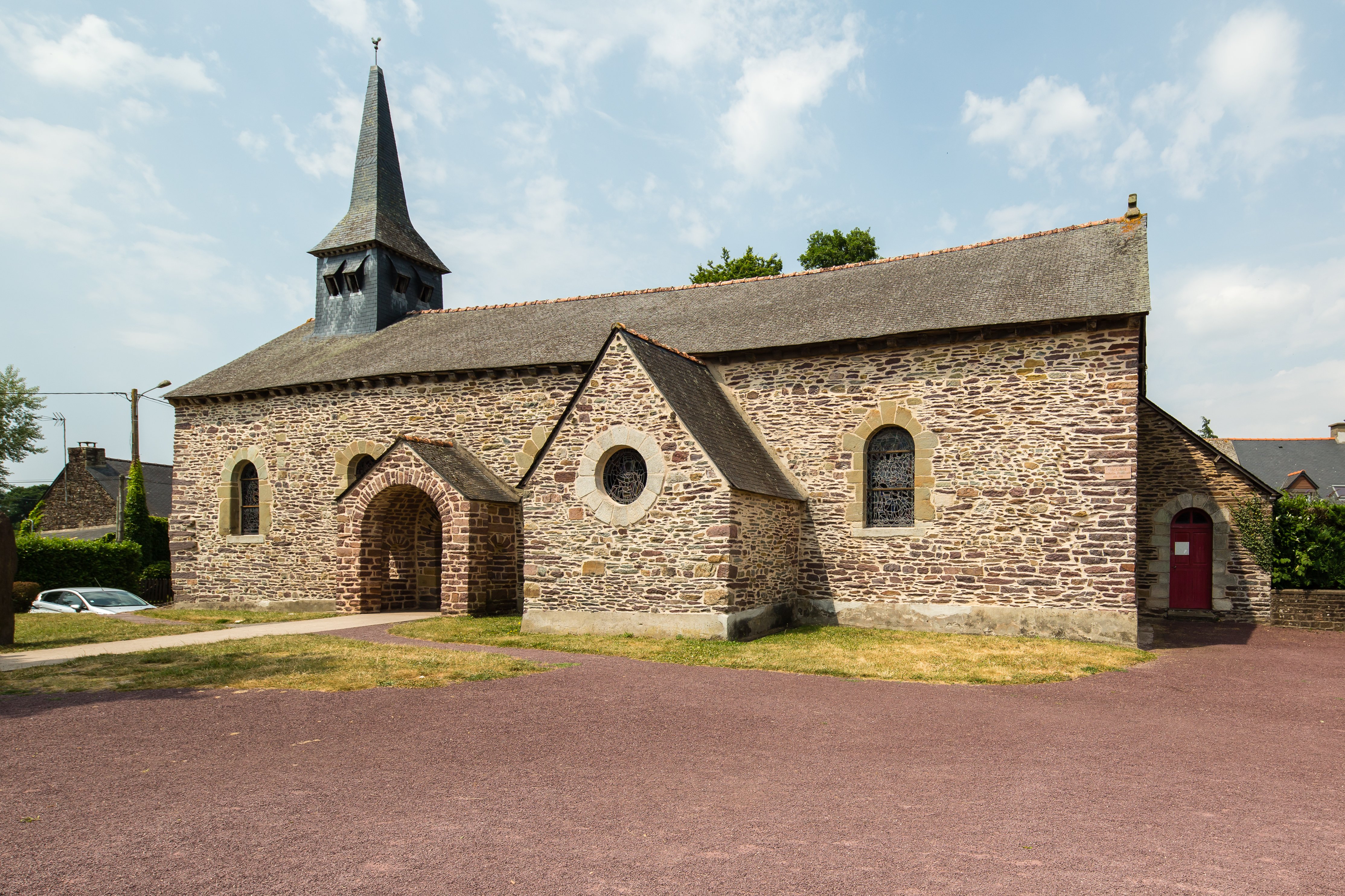
La Église Sainte-Onenne de Tréhorenteuc, que se convirtió en el punto de partida de las visitas al Val sans retour de 1945 a 1963, gracias al abad Gillard.

Diferentes estudiosos popularizaron el sitio web de enlace con la leyenda artúrica a principios de siglo XX. Como explica Jacky Ealet, el número de turistas aumentó —y con ellos el público de la leyenda— mientras que la agricultura disminuyó —disminuye (y con ellos el número de habitantes de Tréhorenteuc—. Le Val sans retour se da a conocer por su adecuación a los «estereotipos de representación cultural de Bretaña».
A través de sus acciones, el abad Henri Gillard popularizó la mística del Val sans retour, en particular a través de su famosa expresión «la puerta está dentro». Percibiendo la belleza del lugar y el potencial de la leyenda artúrica cristianizada, ya en 1943, hizo que las éditions du Val publicaran a su cargo pequeñas guías turísticas. Conoció a Jacques Bertrand, alias Jean Markale, que más tarde se convirtió en su heredero espiritual. Hasta 1947, el abad Gillard hizo decorar la iglesia de Tréhorenteuc con escenas que recordaban la leyenda artúrica, de modo que el Calvario tomó la apariencia de Le Val sans retour. La iglesia es el punto de encuentro de los visitantes que quieren conocer los legendarios topónimos del bosque de Paimpont, aumentando rápidamente el número de turistas al Val sans retour. En 1950, el abad hizo publicar nuevos folletos, y al año siguiente, la asociación de los Gorsedd de Bretaña (Druidas, Bardos y Ovatos de Bretaña) se reunieron en el Val, atrayendo a un gran público. La Sociedad Artúrica Internacional reconoció oficialmente el sitio en su cuarto congreso en Rennes en 1954. Los primeros circuitos turísticos se crearon en los años de la posguerra, con autobuses que salían de Rennes los domingos para llegar a Tréhorenteuc, desde donde el abad Gillard se encargaba de mostrar el Val sans retour. Hizo una presentación simbólica y religiosa del lugar, no dudando en alojar a los visitantes en su iglesia, como en un albergue juvenil. El abad también apareció en la televisión (FR3) y en la radio (Europe 1).

### Primeros equipamientos

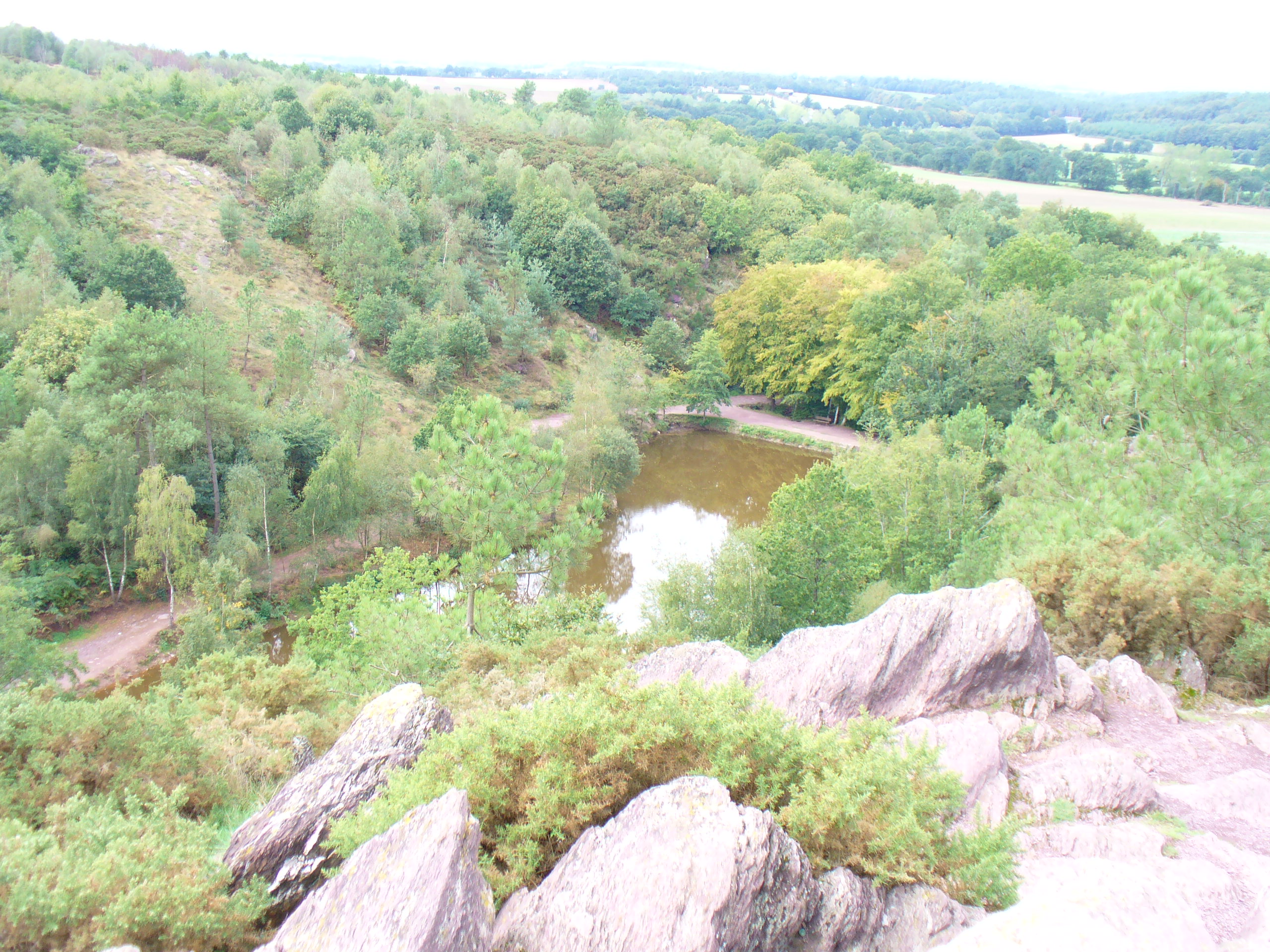
Afloramientos de esquisto rojo, con una vista del «espejo de hadas» al fondo.

Los habitantes locales no consideran el desarrollo del sitio como una prioridad, pero están surgiendo varios servicios que favorecen el turismo: limpieza de matorrales, reparación de carreteras y consolidación de terrenos en 1971 y 1972. En 1963 y 1964, el departamento de Morbihan disoció la visita del Val de la de la iglesia de Tréhorenteuc creando sus propias instalaciones turísticas, y rebautizó el este del departamento como «País de la Mesa Redonda». El escritor Yann Brekilien se opone a ciertos desarrollos, en particular la construcción de una vía de acceso y un estacionamiento en la entrada, argumentando que la naturaleza salvaje del lugar hace que todo sea el punto de interés. En 1972, el alcalde de Paimpont creó la «Oficina de Turismo de Brocélianda». El abandono del uso agrícola resultó con el fin de la limpieza de matorrales, los incendios devastaron el Val sans retour en 1959, 1967, 1976, 1984 y 1990.

### A partir de los años 1980 alsigloXXI
En 1979, el alcalde y consejero general de Ploërmel Paul Anselin creó la «Asociación para la salvaguarda del Val Sans Retour y su entorno» para restaurar el sitio después del incendio de 1976. El equipo y las instalaciones le valieron a Tréhorenteuc la etiqueta «Station verte de Vacances» en 1980. La asociación lleva a cabo diversas acciones, entre ellas la organización de un espectáculo de Jean Markale en 1984, sobre el tema de las leyendas. El incendio de 1990 resultó ser un desastre «ecológico y patrimonial». En 1991, el Árbol Dorado se instaló en la entrada del Val sans retour, cerca del Espejo de Hadas, para simbolizar el renacimiento del bosque. En noviembre de 1991 y marzo de 1992, miles de niños y cazadores limpiaron voluntariamente el bosque y sus megalitos dañados por las llamas. La acción movilizó a una gran parte de la población de la región. Para prevenir un nuevo incendio, se estableció un desbroce anual de los matorrales, así como un programa de reforestación de cinco años y de reconstitución del suelo. Se creó un acceso para el cuerpo de bomberos. A principios del siglo XXI, el Val sans retour se convirtió en el sitio más visitado del bosque de Paimpont-Brocélianda. El sitio no solamente acoge a los turistas, ya que los neodruistas de Bretaña lo visitan regularmente.

## Descripción
La France des légendes

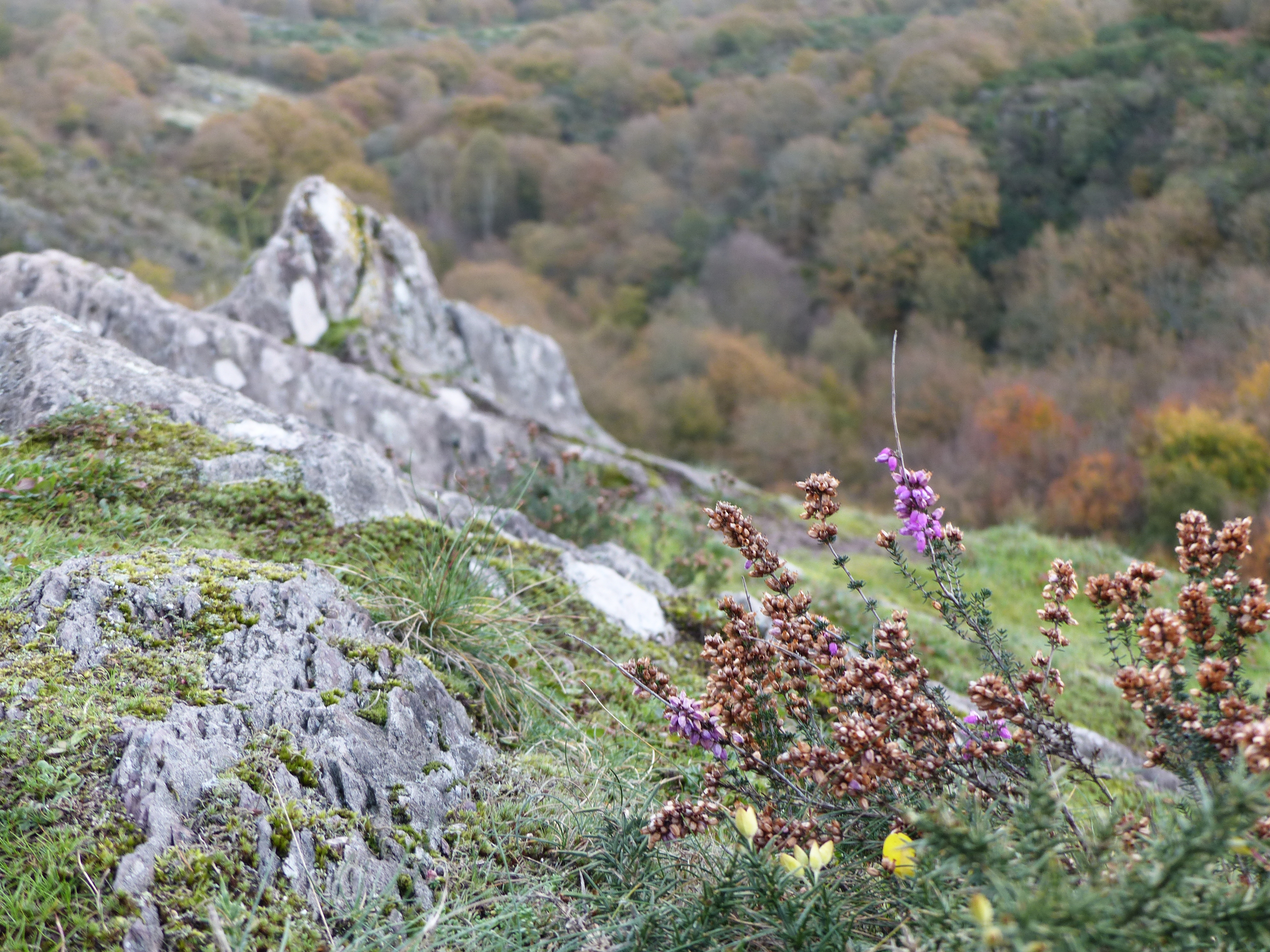
Vista general del Val sans retour.

Corriganos y elfos, disfrazados de pájaros, vuelan sobre el Espejo de Hadas, hacia la "casa" de Viviane, en el Val sans retour..

La entrada al Val sans retour se encuentra cerca de la comuna de Tréhorenteuc, en Morbihan, siendo el sitio inseparable de este pueblo. Sin embargo, el Val sans retour pertenece oficialmente al territorio de la comuna de Paimpont, departamento de Ille y Vilaine. Es una extensión natural del macizo boscoso de Paimpont. Este profundo valle está rodeado de crestas, de las que brota el «esquisto» rojo. Apodadas «esquisto púrpura» o «lías de vino» por la presencia de hematita, estas rocas se formaron hace 465 millones de años, durante el Ordovícico. Son típicos de la región.

### Protección, fauna y flora

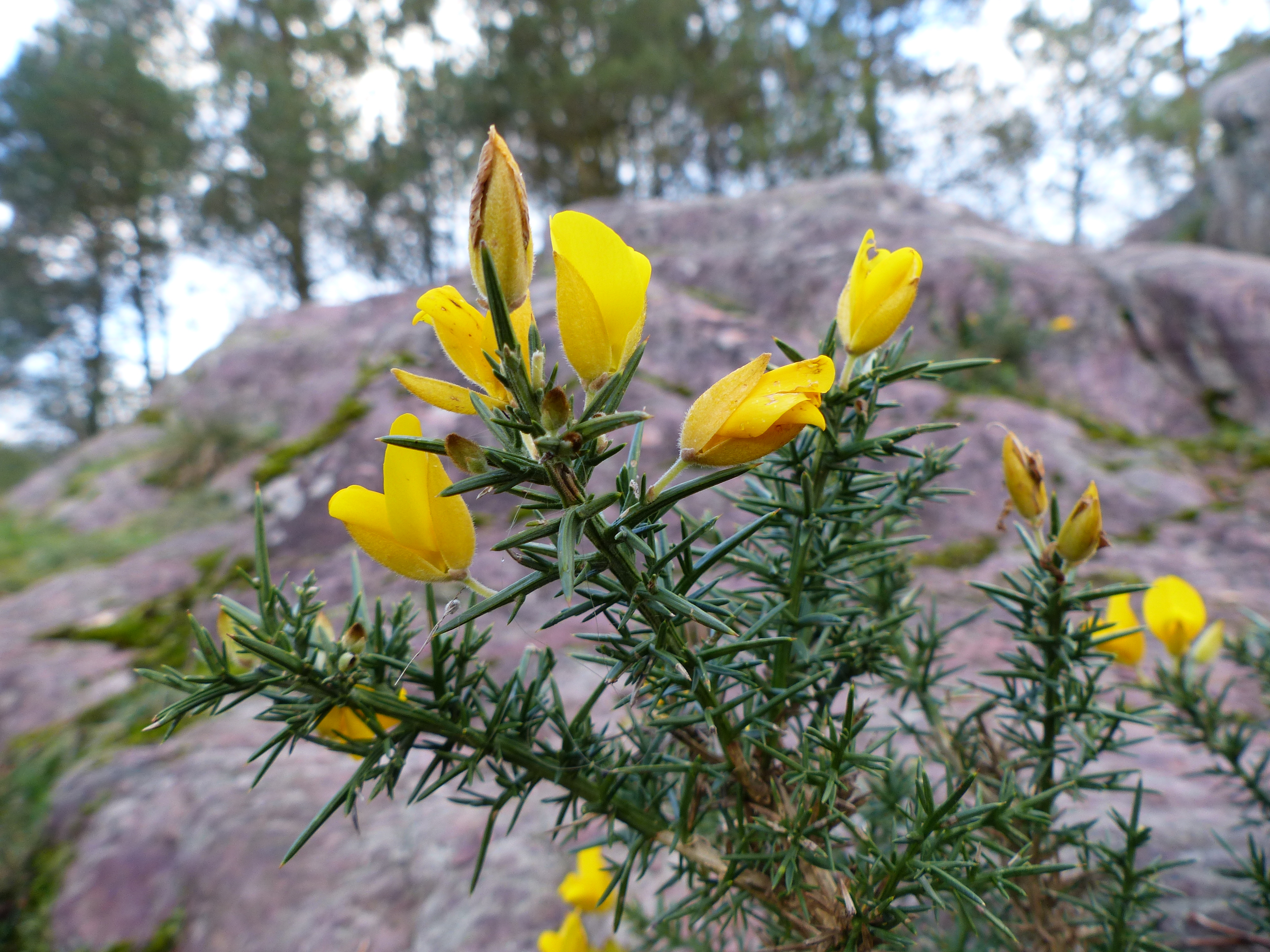
retama (Ulex europaeus), una de las especies de flora en el Val sans retour.

El Val sans retour está cubierto como un área natural de interés ecológico, faunístico y florístico: una vez por la zona del arroyo, y una segunda vez por el bosque de Paimpont. También es un sitio Natura 2000. El complejo conserva las cicatrices de los diversos incendios que lo afectaron en el siglo XX, ciertamente favorecidos por la presencia de coníferas. La vegetación consiste en robles y pinos, con alternancia de páramos rocosos y zonas boscosas. Los páramos incluyen retama, callunas, asfódelos, brezos y brezos de cuatro esquinas. Los insectos están representados por escarabajos, avispas, abejas, abejorros, mariposas vulcanas, pavos reales, pequeñas tortugas, pequeñas mariposas y limoneras.
Es el hogar de una amplia variedad de aves, principalmente de los passeriformes como, por ejemplo, el pinzón vulgar, el chochín común, el mosquitero común, el ruiseñor, el zorzal charno, el zorzal real, la curruca rabilarga, el reyezuelo sencillo, el petirrojo europeo, el verderón común, el mirlo común o el herrerillo común. También viven aquí algunos pico picapinos, acentores comunes y rapaces como el busardo ratonero y el gavilán común.

### Leyendas
La leyenda que se cuenta localmente se basa en gran medida en la del Lanzarote-Grial. Morgana creó este valle por la ira del amor, después de ver a su amante Guyomard en los brazos de otra. Por magia, lo separó de la mujer y los petrificó a ambos a pocos metros de distancia, convirtiéndolos en dos rocas que nunca más podrían unirse. Los otros amantes infieles entran en el Val sans retour y terminan muriendo allí de languidez y placer en compañía de las hadas. Lanzarote, pasando cerca, se encuentra con una joven triste que ha perdido a su amante después de pedirle que entre en el Val sans retour si le era fiel. Se enfrenta a Morgana, y consigue levantar la maldición del Val. También se dice que el Val sans retour  (precisamente, al «Hotié de Viviane») es el lugar donde el hada Viviane tiene al encantador Merlín en su «prisión aérea» —la tumba de Merlín está, sin embargo, en otro sitio—.

### Espejo de las hadas

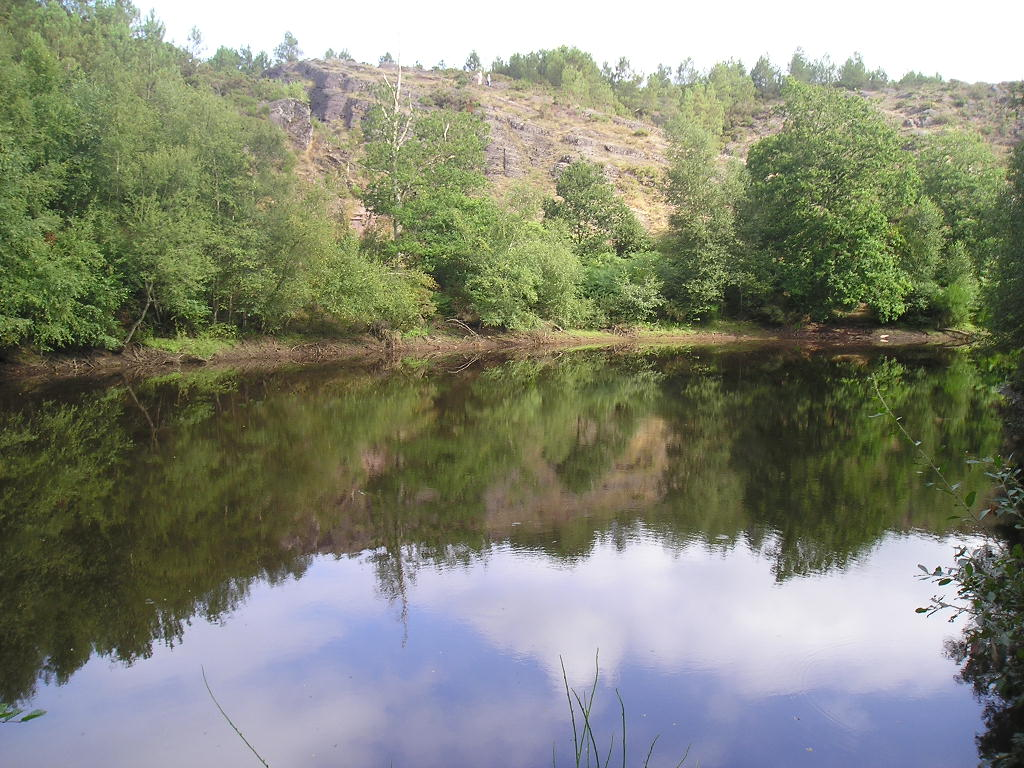
El lago llamado «espejo de las hadas» marca a entrada al Val sans retour.

El sitio del Val sans retour comienza en el lago del «espejo de las hadas», también conocido como «Lago Morgana». El nombre «Espejo de las Hadas» le fue dado en 1913 por el marqués de Bellevüe, debido a la densidad del bosque que lo rodea, impidiendo el paso del viento y dejando la superficie del agua completamente inmóvil, pero de Bellevüe no especifica a qué episodio literario vincula el lago con las hadas. Corresponde a uno de los cuatro estanques utilizados para alimentar el molino en el valle, habiéndose abierto los diques de los otros tres estanques para facilitar el paso del equipo de deslizamiento. Con el fin de constituir una reserva en caso de incendio, la Association de sauvegarde du Val sans Retour llevó a cabo en 1988 el reabastecimiento de agua del estanque superior.

### Árbol dorado
Esta obra de arte fue ofrecida por el escultor del Mosa François Davin, y todos los voluntarios —más de 250— que pudo reunir a su alrededor. Entre ellos, los Ateliers de dorure Gohard que doraron el Árbol central del conjunto de la obra, gentilmente en el Festival des Métiers d'Art de Reviers que ofreció todas las hojas de pan de oro. A pesar de ello, se ha intentado hacer creer que le costó a la comunidad, «el contribuyente», unos 400.000 francos. Consiste en un tronco de castaño cubierto con 5.000 hojas de pan de oro (o 40 g de oro). Este árbol simbólico, en el corazón de un área de pequeñas piedras elevadas, está rodeado por otros cinco árboles, ennegrecidos. Se instaló el 10 de agosto de 1991, con la ayuda de varias organizaciones —entre ellas la asociación para la salvaguarda del Val sans Retour y el centro del imaginario artúrico—, después del incendio de septiembre de 1990 que destruyó cerca de 500 hectáreas, en particular en las crestas. Con su corte en forma de cuerno de ciervo, este árbol simboliza el renacimiento y la inmortalidad del bosque y la naturaleza, pero también «la estupidez humana a menudo en el origen de los desastres naturales». Rápidamente se convirtió en una atracción popular.
Una leyenda rodea ahora este trabajo. Cuenta que en el bosque había un árbol dorado en el que crecían hojas todas las noches. Estas hojas fueron recolectadas por duendes que las usaron para hacer una poción mágica para curar los árboles dañados. Un día, una joven llamada Henriette vio el árbol y lo tocó, y se transformó en un árbol negro. Tres de sus amigos que fueron a buscarla encontraron el árbol dorado, lo tocaron, y también se convirtieron en un árbol negro. A la mañana siguiente los duendes vinieron a recoger las hojas de oro e inmediatamente se convirtieron en piedras. Desde entonces, las hojas de oro han dejado de crecer. Se dice que un niño tendría que encontrar el secreto de la poción mágica para evitar la maldición.

### Molino del valle
El molino del valle también se encuentra a la entrada del Val sans retour. Construido en 1629, permaneció en servicio hasta la década de 1930. En el siglo XIX, su uso fue episódico. Fue restaurado a principios del siglo XX, y fue rebautizado como «Moulin de Viviane» en los años 1920, pero este nombre no duró. En los años 1980, este pequeño edificio estaba en ruinas. Se propuso un proyecto turístico para crear un bar-créperie, que luego se abandonó. La Association de sauvegarde du Val sans Retour adquirió el molino, su estanque y 7.800 m² de terreno adyacente en 1999.

### El asiento de Merlín
El asiento de Merlín también es llamado «la roca dentada. Es una roca erosionada en el brezal que domina el Val sans retour. Según la leyenda local, el hechicero Merlín solía sentarse allí para meditar y vigilar el val. La ubicación del «asiento de Merlín» fue definida ya en la década de 1850. Sufrió en el incendio de 1990, cuando el calor casi lo hizo explotar.

### Hotié de Viviane

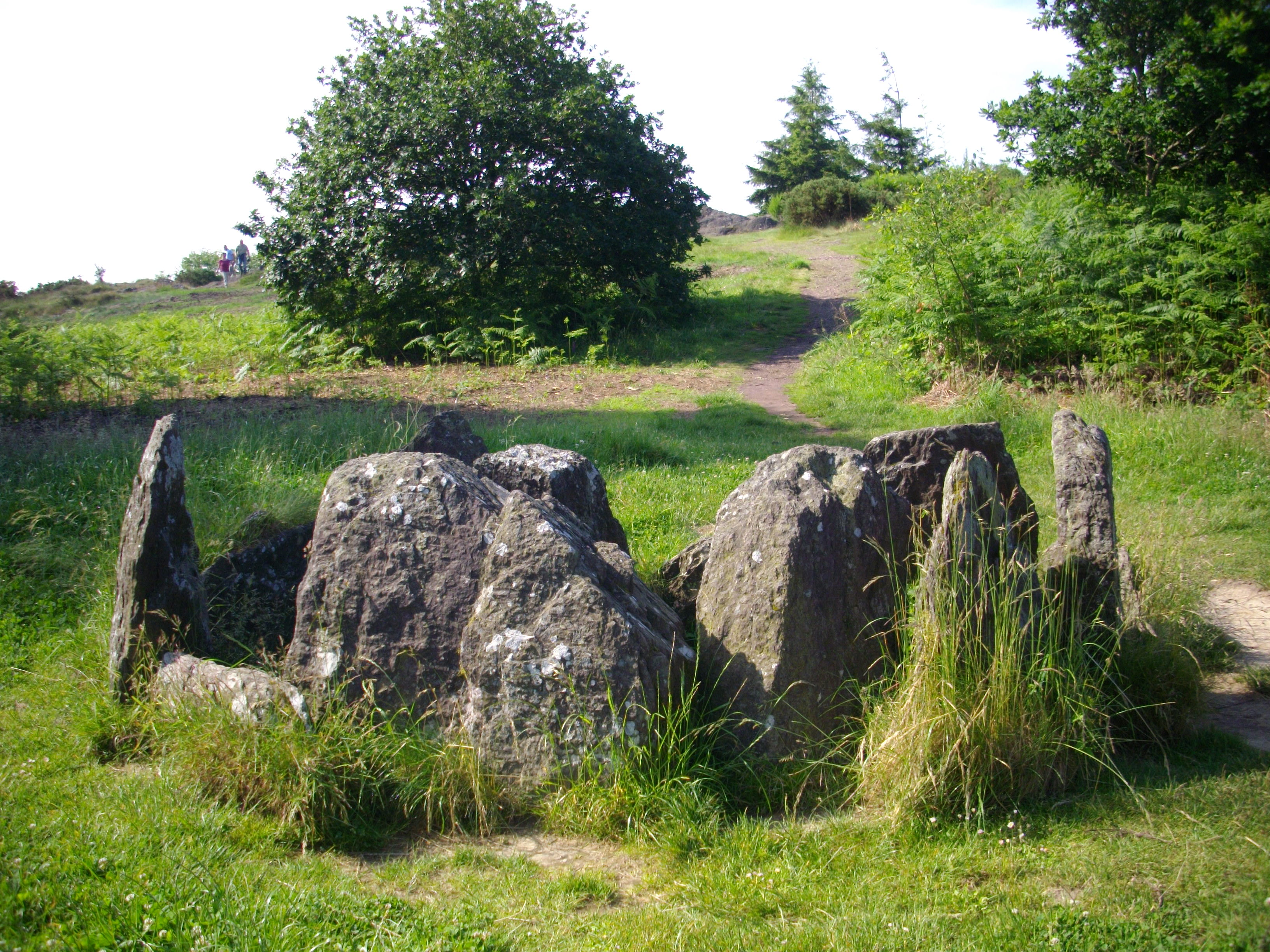
Hotié de Viviane

La hotié de Viviane —o hostie, es decir, hotel, casa de Viviane—, está situada cerca de Paimpont, también se llama Tombeau des druides («Tumba de laos druidas»). Es un megalito, fechado entre el 3355 y el 2890 a. C., donde se dice que el hada Viviane, tenía la costumbre de refugiarse. En cuanto al asiento de Merlín, Blanchard de la Musse define su carácter legendario citando «la hada Viviane ahora separada de su marido». Muchos autores lo recuerdan, entre ellos Émile Nourry: «Sería en este castillo de piedra donde el hada sujetaría a Merlín encadenado, en la colina del Val-sans-Retour, en medio de los bosques y las rocas», y Jean Markale: «A menos que la torre aérea invisible donde Merlín está encerrado sea simplemente este Hostie de Viviane [...]».

## Testimonio y cultura popular

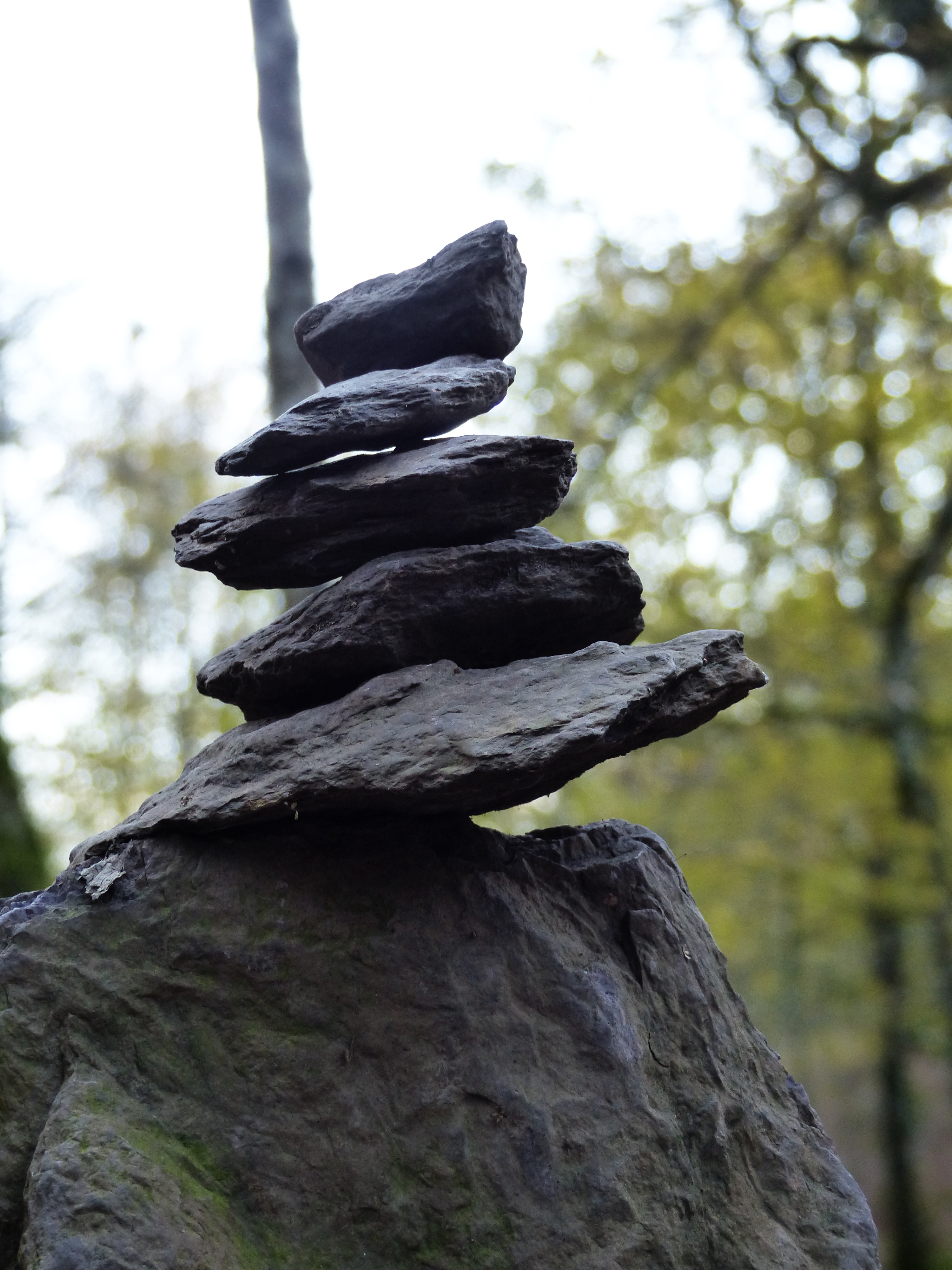
Land art en el Val sans retour, otoño de 2017.

El Val de sans retour es citado por la gente que lo ha atravesado, especialmente por su fuerte sentido de presencia espiritual. Así, el filósofo y naturalista Yves Paccalet habla de una «sensación de hundimiento hacia un destino que ya no se domina», y del «regreso en memoria de las historias de los viajeros que ya no pudieron encontrar su camino a través de este laberinto». Jean Markale hace lo mismo en su Guide spirituel de la forêt de Brocéliande, donde alaba el aspecto salvaje del lugar, el laberinto de caminos que se cruzan allí, recordándonos que es fácil perderse. Insiste en la importancia que el Val tiene para él —en términos de magia, druidismo, etc.—) en su autobiografía, Mémoires d'un Celte. También puso en escena un espectáculo teatral basado en la historia del Val sans retour, representado en particular en el Festival interceltique de Lorient en 1983. Paul Morand habla enfáticamente de la «bonita excursión» que hizo en el Val. Como todos los sitios de la leyenda artúrica en Bretaña, el Val sans retour también mantiene un sentimiento de pertenencia celta entre los bretones que lo recorren.
Le Val aparece en varias obras, incluso fuera de Bretaña, como el libro infantil Alma au Val sans retour de los quebequenses Diane Groulx y Jean Morin. En 1997, Jacky Ealet, residente en Tréhorenteuc, publicó una colección de cuentos originales inspirados en este lugar. Los poemas citan el Val sans retour, incluyendo haikus del escritor y periodista Pierre Tanguy. En la novela de Édouard Brasey Les lavandières de Brocéliande, Le Val sans retour es el lugar donde se reúnen los jóvenes que se resisten al trabajo obligatorio para organizar la resistencia. En Les pendus du Val-sans-retour, el autor de las novelas negras Frédéric Paulin cuenta una historia de asesinato.